# Gazette
Gazette o the GazettE [ガゼットGazetto] és una banda japonesa formada a principis del 2002. Actualment és una de les bandes noves més exitoses de rock i per descomptat de l'escena Visual Kei.
Estan dins la coneguda PS Company i King Records com Major juntament amb Miyavi, Alice Nine, Kagrra, Kra, SuG i Screw.

## Inicis
Ruki, Uruha i Reita es coneixien per la seva antiga feina a Kar+te=zyAnoser. En aquesta època Ruki estava com bateria i no vocalista. La banda "pre-Gazette" (Ma'die Kusse) [2000~2002], on Ruki passà a vocalista, decidí canviar el nom i integrar a 2 nous membres excloent-hi als de suport. Un dels membres, concretament Yune, els parlà d'Aoi, i Uruha, i després de parlar amb ells, els demanà que s'unissin a la banda. Aoi era amic de tota la vida de Yune. Així formaren el que seria Gazette al Febrer del 2002.
Al Març realitzen la primera gira per Japó i a l'Abril d'aquell any publiquen el seu primer single "Wakaremichi" juntament amb 2 pv's. Entre els mesos d'Agost i Setembre publiquen singles i un nou Vhs. En esta època la seva discogràfica era Martina.
Abans que Yune sortís oficialment de la banda, els altres membres ja buscaven el seu substitut, trobant un bateria novell. Desgraciadament; segons Reita en una entrevista amb la Shoxx: l'"amateur" no aguantà i decidí marxar al cap d'una setmana de Gazette. En assabentar-se d'això, Kai (ex. Mareydi†Creia' ). aprofità i parlà per telèfon, acceptant de manera immediata.

## Discografia

### Àlbums/mini àlbums
Ordenats del més recent al més antic.
- 2011-10-05 TOXIC
- 2011-04-06 Traces The Best Of 2005-2009
- 2009-07-15 DIM
- 2007-07-04 Stacked Rubbish (edició limitada) (cd + Dvd)
- 2007-07-04 Stacked Rubbish
- 2006-05-03 	Dainihon Itan Geishateki Nomiso Kaiten Zekkyo Ongenshu
- 2006-02-08 	NIL (edició limitada) (Cd + Dvd)
- 2006-02-08 	NIL
- 2005-08-03 	Gama
- 2004-10-13 	DISORDER
- 2004-03-30 	MADARA
- 2003-10-01 	Hankou SaimeiBun
- 2003-07-30 	Super Margarita
- 2003-06-25 	Akuyyukai
- 2003-05-28 	COCKAYNE　SOUP

### Singles/Maxi Singles
- 2011-08-31 Remember The Urge-Optical Impression-
- 2011-08-31 Remember The Urge -Auditory Impression-
- 2011-05-25 Vortex -Auditory Impression-
- 2011-05-25 Vortex -Optical Impression-
- 2010-12-15 Pledge -Optical Impression A-
- 2010-12-15 Pledge -Optical Impression B-
- 2010-12-15 Pledge -Auditory Impression-
- 2010-09-22 RED -Auditory Impression-
- 2010-09-22 RED -Optical Impression-
- 2010-07-21 SHIVER - Kuroshitsuji II Special -1
- 2010-07-21 SHIVER -Auditory Impression-
- 2010-07-21 SHIVER -Optical Impression-
- 2009-10-07 BEFORE I DECAY -Regular Edition-
- 2009-10-07 BEFORE I DECAY -Limited Edition-
- 2009-03-25 DISTRESS AND COMA -Auditory impresión-
- 2009-03-25 DISTRESS AND COMA -Optical impresión-
- 2008-11-12 Leech -Optical Impression-
- 2008-11-12 Leech -Auditory Impression-
- 2008-02-13 Guren -Optical Impression-
- 2008-02-13 Guren -Auditory Impression-
- 2007-02-07 	Hyena -Optical Impression-
- 2007-02-07 	Hyena -Auditory Impression-
- 2006-11-01 	Filth in the beauty -Optical Impression-
- 2006-11-01 	Filth in the beauty -Auditory Impression-
- 2006-10-25 	REGRET -Auditory Impression-
- 2006-10-25 	REGRET -Optical Impression-
- 2006-01-12 	Cassis
- 2005-12-07 	Cassis [A type]
- 2005-12-07 	Cassis [B type]
- 2005-08-00 	チギレ
- 2005-03-09 	[reila] Lesson. G
- 2005-03-09 	[reila] Lesson. O
- 2005-03-09 	[reila] Lesson. D
- 2004-09-11 	十四歳のナイフ
- 2004-07-28 	舐～zetsu～
- 2004-07-28 	未成年
- 2004-07-28 	ザクロ型の憂鬱
- 2004-07-28 	ザクロ型の憂鬱 舐～zetsu～ 未成年
- 2003-11-00 	午前０時のとらうまラジオ
- 2002-08-30 	鬼畜教師（32才独身）の悩殺講座
- 2002-04-30 	別れ道

### DVDs
- 2011-04-06 The Nameless Liberty At 10.12.26 Tokyo Dome
- 2010-08-04 FILM BUG Ⅱ
- 2009-12-16 TOUR09-DIM SCENE - Final at Saitama Super Arena
- 2007-2008 TOUR Stacked Rubbish Grand Finale [Repeated Countless Error]
- 2007-06-13 Descomposition Beauty Tour 2006-2007
- 2006-09-06 	Nameless Liberty.Six Guns...
- 2006-09-06 	Nameless Liberty.Six Guns...
- 2006-06-07 	FILM BUG 1
- 2005-11-23 	STANDING TOUR 2005 FINAL「M.R.D」 at 2005.4.17 Shibuya kokaido (Reissue)
- 2005-11-23 	Heisei Banka (Reissue)
- 2005-11-23 	Tokyo Saiban - Judgement Day (Reissue)
- 2005-07-06 	STANDING TOUR 2005 FINAL「M.R.D」 at 2005.4.17 渋谷公会堂
- 2004-08-25 	平成挽歌
- 2004-05-26 	斑蠡～MADARA～
- 2004-04-28 	東京裁判 ～JUDGMENT DAY～
- 2002-09-30 	百鬼家行
- 2002-08-30 	視聴覚質
- 2002-04-30 	センチメンタルビデオ
- 2002-04-30 	センチメンタルな鬼ごっこ
- 2006-04-28 	NIL
- 2005-10-05 	Verwelktes Gedicht

### PV's
- 2011 The Suicide Circus
- 2011 REMEMBER THE URGE
- 2011 VORTEX
- 2010 PLEDGE
- 2010 RED
- 2010 SHIVER
- 2009 BEFORE I DECAY
- 2009 THE INVISIBLE WALL
- 2009 DISTRESS AND COMA
- 2008 Leech
- 2008 Guren
- 2007 Burial Applicant
- 2007 Chizuru
- 2007 Hyena
- 2006 Filth In The Beauty
- 2006 Regret
- 2006 Shadow VI II I
- 2006 Silly God Disco
- 2006 Taion
- 2005 Cassis
- 2005 Cockroach
- 2005 Reila
- 2004 Zetsu
- 2004 Miseinen
- 2004 Zakurogata No Yuutsu
- 2004 Okuribi ~Kasou~
- 2004 Anata No Tame No Kono Inochi
- 2004 Sumire
- 2004 No. [666]
- 2004 Ruder
- 2004 Shiikureta haru, kawarenu haru
- 2004 MAD MARBLE HELL VISION
- 2003 Red MoteL
- 2003 [DIS]
- 2002 Shiawase Na Hibi
- 2002 Akai ONE-PIECE
- 2002 Sentimental na onigokko
- 2002 Doro Darake no Seishun
- 2002 Kantou dogeza kumiai
- 2002 Juunana sai
- 2002 Wife (Waifu)
- 2002 Wakaremichi
- 2002 Machibouke no kouen de